# Ancsin Gábor
Ancsin Gábor (Békéscsaba, 1990. november 27. –) ifjúsági magyar bajnok, kétszeres magyar bajnoki bronzérmes magyar válogatott kézilabdázó, jobbátlövő, jelenleg a Ferencvárosi TC játékosa.

## Klubcsapatban
Balkezes átlövőként hatalmas erővel és sebességgel tudja eldobni a labdát, ezt a képességét már többször bizonyította. Egyik legemlékezetesebb meccse a Balatonfüred csapata ellen a Magyar Kupában, amelyen a szegediek 24 góljából 9-et vállalt magára. Ezt a 9 gólt 13 lövésből érte el, többnyire 9-10 méteres távolságokból lőtt hatalmas gólokat. Utolsó szegedi éveiben egyre kevesebb játéklehetőséget kapott, majd a mellőzöttségben töltött veszprémi időszak után a Ferencvárosba igazolt. Bemutatkozó bajnoki meccsén 5 gólt szerzett.

## Válogatottban
Tagja volt a 2021-es világbajnokságon 5. helyezett csapatnak. Részt vett a 2024-es párizsi olimpián. A 2025-ös világbajnokság után bejelentette, hogy visszavonul a válogatottságtól.